# Willy Gepts
Willy Gepts (* 11. März 1922 in Antwerpen; † 31. Januar 1991 ebenda) war ein belgischer Pathologe und Diabetesforscher. Er wirkte ab 1965 als Professor für Pathologie an der Université Libre de Bruxelles und später an der neugegründeten niederländischsprachigen Vrije Universiteit Brussel. Mit seinem Forschungsarbeiten zur pathologischen Anatomie der Langerhans-Inseln in der Bauchspeicheldrüse leistete er wichtige Beiträge zur bis heute geltenden Sichtweise, dass die als Typ-1-Diabetes bezeichnete Form des Diabetes mellitus eine Autoimmunerkrankung ist.

## Leben
Willy Gepts wurde 1922 in Antwerpen geboren und absolvierte ein Studium der Medizin an der Université Libre de Bruxelles (ULB), das er 1946 abschloss. Anschließend spezialisierte er sich in Pathologie und widmete sich neben seiner klinischen Arbeit der Erforschung der Morphologie der in der Bauchspeicheldrüse gelegenen Langerhans-Inseln bei verschiedenen Erkrankungen sowohl bei Patienten als auch in Versuchstieren. Er entwickelte dazu Methoden, mit denen er mikroskopische Beobachtungen quantitativ erfassen konnte, wodurch es ihm gelang, die Zahl der Langerhans-Inseln bei den verschiedenen Formen des Diabetes mellitus zu bestimmen. Er konnte dabei zeigen, dass die als Typ-1-Diabetes definierte Form durch eine deutliche Abnahme der Zahl der Inseln gekennzeichnet ist. Auf der Basis dieser Ergebnisse fertigte er 1957 seine Dissertationsschrift an.
An der neugegründeten niederländischsprachigen Sektion der Université Libre de Bruxelles wurde er 1965 zum Professor für Pathologie berufen, vier Jahre später wurde er Leiter der Abteilung für Pathologie des Brugmann-Universitätsklinikums in Brüssel. Zusammen mit anderen Professoren der ULB setzte er sich für die Gründung einer eigenständigen niederländischsprachigen Universität in Brüssel ein, die schließlich 1970 mit der Vrije Universiteit Brussel entstand. Zwischen 1970 und 1980 richtete er dort zur Weiterführung seiner Forschung zur pathologischen Anatomie der Bauchspeicheldrüse ein Labor für experimentelle Pathologie ein, war gleichzeitig Leiter der Pathologie des Universitätskrankenhauses Brüssel. Darüber hinaus war er von 1974 bis 1979 Vizerektor der neu entstandenen Universität und widmete sich dem Aufbau von deren medizinischer Fakultät.
Willy Gepts war verheiratet und Vater von vier Kindern. Er starb 1991 in seiner Heimatstadt.

## Wissenschaftliches Wirken
Nachdem der amerikanische Pathologe Philip Medford LeCompte 1959 in einer Veröffentlichung eine als Insulitis bezeichnete Entzündung der Langerhans-Inseln in vier Patienten mit Diabetes im Kindesalter beschrieb, schickte Willy Gepts seine Dissertation an LeCompte zusammen mit der Anfrage, Gewebeproben dieser Patienten quantitativ untersuchen zu können. Er erhielt von LeCompte eine Einladung zu einem dreimonatigen Forschungsaufenthalt in Boston, aus dem eine lebenslange Freundschaft und Zusammenarbeit resultierte. Willy Gepts führte in den folgenden Jahren die Arbeiten von LeCompte an Gewebeproben von belgischen Patienten weiter, die kurz nach Manifestation eines Diabetes im Kindesalter verstorben waren.
Im Jahr 1965 veröffentlichte er seine Ergebnisse unter dem Titel „Pathologic anatomy of the pancreas in juvenile diabetes mellitus“ in der Fachzeitschrift Diabetes. Diese Arbeit gilt bis in die Gegenwart als Meilenstein der Erforschung des Diabetes mellitus, da sie den definitiven Nachweis darstellte, dass eine entzündliche Infiltration von Zellen des Immunsystems in und um die Langerhans-Inseln für den Typ-1-Diabetes charakteristisch ist. Neben der 1974 von anderen Autoren beschriebenen Assoziation des Typ-1-Diabetes zu bestimmten Genen des HLA-Komplexes und der im gleichen Jahr veröffentlichten Entdeckung von Autoantikörpern gegen die in den Langerhans-Inseln enthaltenen insulinproduzierenden Betazellen trug Willy Gepts damit entscheidend zur Auffassung des Typ-1-Diabetes als Autoimmunerkrankung bei.

## Auszeichnungen
Willy Gepts wurde 1977 in die Königlich-Belgische Akademie für Medizin aufgenommen. Die European Association for the Study of Diabetes, als deren Präsident er von 1981 bis 1983 wirkte, ernannte ihn zu ihrem Ehrenmitglied.

## Werke (Auswahl)
- Bijzondere pathologische ontleedkunde. Brüssel 1972
- Immunity and Autoimmunity in Diabetes mellitus. Amsterdam und New York 1974 (als Mitherausgeber)
- Insulin: Islet Pathology, Islet Function, Insulin Treatment. Gentofte und Stockholm 1976